# Reuzen
Reuzen is het 22ste stripalbum uit de Thorgal-reeks en behoort samen met "Het zonnezwaard", "De onzichtbare vesting", "Het brandmerk van de ballingschap", "De kroon van Ogotaï" en "De kooi" tot de cyclus van "De onzichtbare vesting". Het werd voor het eerst uitgegeven bij Le Lombard in 1996. Het album is getekend door Grzegorz Rosiński met scenario van Jean Van Hamme.

## Het verhaal
Thorgal, die al zijn herinneringen heeft verloren, is onder invloed van Kriss van Valnor veranderd in een ander persoon. Hij wordt nu Shaigan genoemd, en is een gevreesde bandiet. Wanneer zijn manschappen een gevangene bij hem brengen, Galathorn uit Brek Zarith, die hem van zijn vorige leven vertelt, begint Thorgal aan zichzelf te twijfelen. De goden helpen hem om aan de invloed van Kriss te ontsnappen door hem de kans te geven zijn herinneringen terug te winnen. Hiervoor moet hij een gevaarlijke missie uitvoeren in Jötunheim, het land van de reuzen.